# Helina japonica
Helina japonica este o specie de muște din genul Helina, familia Muscidae, descrisă de Zhang și Hiromu Kurahashi în anul 2000. Conform Catalogue of Life specia Helina japonica nu are subspecii cunoscute.